# MEmu
MEmu — условно-бесплатная (относится к adware, внутри Android установлен лаунчер, рекламирующий другие приложения и дополнительно закреплены 2 ярлыка неустановленных приложений) программа для запуска Android-приложений на компьютере под управлением ОС Windows. Программа может работать как в оконном, так и в полноэкранном режиме. Поддерживает большинство приложений Google Play.

## Возможности
- Запуск Android-приложений на PC без использования телефона.
- Гибкая настройка (CPU, объём памяти, разрешение, модель устройства, панель навигации, root-режим, выбор рендера OpenGL или DirectX и другие)
- Привязка клавиш клавиатуры / джойстика для большего удобства в играх
- Симуляция GPS-положения
- Совместный доступ к файлам между Windows и Android
- Быстрая установка APK-файлов перетаскиванием
- Создание / клонирование / удаление Android-системы в один клик (поддерживается OVA)
- Выбор версии Android 4.4.4, 5.1.1 или 7.1
- Многоязычный интерфейс, в том числе на русском языке

## Недостатки
- Закрытый исходный код.
- Требуется поддержка VT процессором
- Версия Android 5.1.1 плохо запускает приложения, но способна запустить игры, не запускающиеся на Android 4.4.4
- Наличие неотключаемой рекламы
- Не рекомендуется запускать в другой виртуальной машине